# エドガー・ラミレス (野球)
エドガー・ラミレス（Edgar Ramirez, 1983年11月30日 - ）は、アメリカ合衆国フロリダ州マイアミ出身のプロ野球選手(投手)。

## 経歴
2006年のMLBドラフトでルイジアナ州立大学からドラフト36巡目でニューヨーク・メッツに入団。
2012年11月にパナマで行われた第3回WBC予選のニカラグア代表に選出された。

## 詳細情報

### 代表歴
- 2013 ワールド・ベースボール・クラシック・ニカラグア代表